# Cekavica
Cekavica (izvirno srbsko Цекавица) je naselje v Srbiji, ki upravno spada pod Občino Lebane; slednja pa je del Jablaniškega upravnega okraja.

## Demografija
V naselju, katerega izvirno (srbsko-cirilično) ime je Цекавица, živi 395 polnoletnih prebivalcev, pri čemer je njihova povprečna starost 41,8 let (41,2 pri moških in 42,4 pri ženskah). Naselje ima 119 gospodinjstev, pri čemer je povprečno število članov na gospodinjstvo 4,26.
To naselje je popolnoma srbsko (glede na rezultate popisa iz leta 2002).
|  |

| Demografija | Demografija     | Demografija     |
| Leto        | Št. prebivalcev | Št. prebivalcev |
| ----------- | --------------- | --------------- |
|             |                 |                 |
|             |                 |                 |
|             |                 |                 |
|             |                 |                 |
| 1948        | 503             |                 |
| 1953        | 549             |                 |
| 1961        | 566             |                 |
| 1971        | 554             |                 |
| 1981        | 521             |                 |
| 1991        | 531             | 519             |
| 2002        | 512             | 507             |
|             |                 |                 |

| Etnična sestava po popisu iz leta 2002 | Etnična sestava po popisu iz leta 2002 | Etnična sestava po popisu iz leta 2002 | Etnična sestava po popisu iz leta 2002 | Etnična sestava po popisu iz leta 2002 |
| -------------------------------------- | -------------------------------------- | -------------------------------------- | -------------------------------------- | -------------------------------------- |
| Srbi                                   | Srbi                                   |                                        | 507                                    | 100,0%                                 |
| Neznano                                | Neznano                                |                                        | 0                                      | 0,0%                                   |